# Kotujkan
Kotujkan (rusky Котуйкан) je řeka v Tajmyrském rajónu v Krasnojarském kraji v Rusku. Je dlouhá 447 km. Povodí řeky je 24 300 km².

## Průběh toku
Protéká v hluboké dolině a její tok je rychlý. Ústí zprava do Kotuje (povodí Chatangy).

### Přítoky
- zleva – Ilja, Džogdžo

## Vodní režim
Zdrojem vody jsou sněhové a dešťové srážky.